# Roderich Albert Kunkler
Roderich Albert Kunkler (* 10. Juli 1846 in St. Gallen; † 3. November 1900 ebenda, reformiert, heimatberechtigt in St. Gallen) war ein Schweizer Politiker (FDP).

## Biografie
Roderich Albert Kunkler kam am 10. Juli 1846 in St. Gallen als Sohn des Fürsprechers, Gemeindeammanns, Grossrats und Präsidenten des Kassationsgerichts Albert Kunkler und der Anna Barbara geborene Eugster zur Welt. Nach Schulbesuchen in St. Gallen absolvierte Roderich Albert Kunkler ein Studium der Rechte an der Ruprecht-Karls-Universität Heidelberg. In der Folge leitete er ein Anwaltsbüro in St. Gallen.
Roderich Albert Kunkler, der unverheiratet blieb, verstarb am 3. November 1900 wenige Monate nach Vollendung seines 54. Lebensjahres in St. Gallen.

## Politische Laufbahn
Roderich Albert Kunkler, der dem demokratischen Flügel der Freisinnigen angehörte, amtierte zunächst von 1877 bis 1879 als Bezirksammann in St. Gallen. Anschliessend nahm er zwischen 1882 und 1885 Einsitz im St. Galler Grossrat. Darüber hinaus vertrat er den Kanton von 1883 bis zu seiner Demissionierung aus gesundheitlichen Gründen 1886 im Nationalrat. Zuletzt war Kunkler zwischen 1897 und 1900 als Bezirksgerichtsschreiber in St. Gallen eingesetzt. Im Jahr 1897 war er am erfolgreichen Referendum gegen das Gesetz betreffend die Zivilrechtspflege im Kanton St. Gallen beteiligt.